# Tilapia cessiana
Tilapia cessiana és una espècie de peix de la família dels cíclids i de l'ordre dels perciformes.

## Morfologia
Els mascles poden assolir els 20,8 cm de longitud total.

## Distribució geogràfica
Es troba a Àfrica: Libèria i Costa d'Ivori.